# Cheilanthes contracta
Cheilanthes contracta är en kantbräkenväxtart som beskrevs av Kze. Cheilanthes contracta ingår i släktet Cheilanthes och familjen Pteridaceae. Inga underarter finns listade.